# Топор (герб)

Герб Топор.

Топо́р (пол. Topór) — шляхетський герб. У червоному щиті срібна сокира із золотим держаком. У клейноді сокира, вістрям до шолома. Намет червноний, підбитий сріблом. Найдавніше зображення датується 1282 роком. Один із найстарших польських гербів. Використовувався понад 630 родами. Носії-роди герба мешкали переважно в Краківській, Люблінській, Сандомирській землях і Мазовії.  Згідно з актом Городельської унії став вживатися у Великому князівстві Литовському. Найвідоміші гербові родини — Тенчиньські, Оссолінські, Тарло.

## Роди
- Боґуш
- Корицінські
- Оссолінські
- Тарло
- Тенчиньські